# Македонски хусарски полк
Македонският хусарски полк е кавалерийска военна част, съставена от хусари, включена в имперската руската армия, която съществува периодично през 1759 - 1783 година.

## История
В средата на 1759 г. бежанци от Австрия са приети в Руската империя, на територията на днешна Украйна. Бежанците са описани от имперските власти главно като българи, власи или сърби. На 9 март 1759 година началникът на Новосръбския военен корпус Иван Хорват, с разрешение на императрица Елисавета Петровна, сформира Македонски хусарски полк с участието и на българи измежду бежанците. Сред участниците има също власи и гърци. Според някои сведения в него преобладават власите, които тогава са третирани често като македонци и това е причината за наименованието на полка. Гербът на Македонския хусарски полк е одобрен през 1776 г. и представлява: „Сребърен щит в червено поле, с различни декорации, и под него две кръстосани дървени стрели, покрити със златни точки.“
На 26 юли 1761 г. македонските хусари са обединени със съществуващия Български хусарски полк в общ Македонски хусарски полк поради малкия брой на личния състав в полковете. На 10 май 1763 г. с указ на императрица Екатерина II Македонският хусарски полк е разпуснат, а личният му състав е разпределен в Полския, Молдовския и Сръбския хусарски полк.
На 24 декември 1776 г. от 9-те чуждестранни полка, създадени на територията на Азовска и Новоросийска области за защита на южните граници на империята, е създаден нов Македонски хусарски полк, състоящ се от 6 ескадрона. На 28 юни 1783 г. е расформирован и личният му състав е причислен към Александрийския хусарски полк.